# آداما تامبورا
آداما تامبورا (انگلیسی: Adama Tamboura؛ زادهٔ ۱۸ مهٔ ۱۹۸۵) بازیکن فوتبال اهل مالی بود.
از باشگاه‌هایی که در آن بازی کرده است می‌توان به باشگاه فوتبال متس، باشگاه فوتبال اینتر تورکو، باشگاه فوتبال هلسینگبورگس، باشگاه فوتبال راندرس، و باشگاه ورزشی جولیبا اشاره کرد.
وی همچنین در تیم ملی فوتبال مالی بازی کرده است.